# Nakhon Noi
Koning Somdetch Brhat Chao Somdetch Brhat Chao Negara Nuya Raja Sri Sadhana Kanayudha, beter bekend onder de naam Nakhon Noi, volgde zijn vader koning Sensulinthara op als 21e koning van Lan Xang in 1582. De bevolking van Lan Xang accepteerde echter niet nog een koning zonder koninklijk bloed. Hij had een zeer kortstondig en wreed bewind en was alom gehaat. De Birmezen namen hem hierop gevangen in hetzelfde jaar en voerden hem af naar Birma. Er zou nu een interregnum volgen dat duurde tot 1591 toen koning Nokkeo Kumman hem opvolgde. Hij had voor zover bekend geen kinderen.